# Сент-Иви
Сент-Иви (фр. Saint-Yvi) — коммуна на северо-западе Франции, находится в регионе Бретань, департамент Финистер, округ Кемпер, кантон Конкарно. Расположена в 13 км к востоку от Кемпера и в 103 км к западу от Ванна. Через территорию коммуны проходит национальная автомагистраль N165.
Население (2019) — 3 249 человек.

## Достопримечательности
- Приходская церковь Нотр-Дам
- Усадьба-форт Тулгоа 1545 года

## Экономика
Структура занятости населения:
- сельское хозяйство — 3,2 %
- промышленность — 8,7 %
- строительство — 10,4 %
- торговля, транспорт и сфера услуг — 29,5 %
- государственные и муниципальные службы — 48,2 %

Уровень безработицы (2018) — 8,5 % (Франция в целом —  13,4 %, департамент Финистер — 12,1 %). 

Среднегодовой доход на 1 человека, евро (2018) — 22 110 (Франция в целом — 21 730, департамент Финистер — 21 970).

## Демография
Динамика численности населения, чел.

## Администрация
Пост мэра Сент-Иви с 2020 года занимает социалист Ги Паньяр (Guy Pagnard). На муниципальных выборах 2020 года возглавляемый им левый список был единственным.
| Период | Период | Фамилия      | Партия                  | Примечания                                        |
| ------ | ------ | ------------ | ----------------------- | ------------------------------------------------- |
| 1947   | 1983   | Луи Юитрик   | Социалистическая партия | член Генерального совета департамента             |
| 1983   | 1989   | Жан Пуликен  | Социалистическая партия | моряк                                             |
| 1989   | 2008   | Франсис Розе | Социалистическая партия | старший менеджер в производстве продуктов питания |
| 2020   |        | Ги Паньяр    | Социалистическая партия |                                                   |

## Галерея
- Ворота в усадьбу Тулгоа